# 종묘광장
종묘광장은 서울특별시 종로구 훈정동의 종묘 앞 일대에 있는 광장이다.
종묘광장공원이 조성되면서 조선왕조 역대 임금들이 종묘를 드나들때 물을 마셨다는 우물이 다시 만들어졌고, 하마비와 월남 이상재 선생의 동상이 세워졌다.

## 종묘광장 성역화 사업
서울시는 종묘광장의 공원화로 인해 무질서한 행위 등 사적지에 부정적인 영향을 주고 있음이 지적되어 2007년 '종묘광장 성역화' 사업을 시작하였다. 2008년 1월까지 진행되는 성역화 사업 1단계에서는 국악정의 철거, 대형 주차장의 외부 이전, 매점 및 자판기 철거를 실시하였다. 2008년부터 2010년까지 진행되는 성역화 사업 2단계에서는 어중간하게 복원된 하마비와 어정 등을 제 위치에 복원하고, 어도, 홍살문, 피맛길, 순라길 등을 같이 복원한다. 또한, 광장 내의 조형물과 시설물, 분수대, 관리소 등은 철거하고, 숲을 조성할 예정이다.

## 같이 보기
- 종묘
- 탑골 공원

## 참고문헌
본 문서에는 서울특별시에서 지식공유 프로젝트를 통해 퍼블릭 도메인으로 공개한 저작물을 기초로 작성된 내용이 포함되어 있습니다.